# NGC 6953
NGC 6953 је група звезда у сазвежђу Цефеј која се налази на NGC листи објеката дубоког неба.
Деклинација објекта је + 65° 48' 12" а ректасцензија 20h 38m 41,0s. Привидна величина (магнитуда) објекта NGC 6953 износи 11,0.